# 밀레바 마리치
밀레바 마리치(세르비아어: Милева Марић, 독일어: Mileva Marić, 1875년 12월 19일 ~ 1948년 8월 4일)는 세르비아의 과학자이다.
알베르트 아인슈타인과 1903년 결혼하고 1919년에 이혼하였다.

## 생애
밀레바 마리치는 1875년 12월 19일에 현재의 세르비아인 오스트리아-헝가리 제국 티텔(Тител)에서 세 아이의 중 맏이로 태어났다.
1896년에 고등학교 졸업시험에 통과하고 잠시 취리히 대학교에서 한 학기 동안 약학을 공부하였다.
그리고 1896년 가을에 취리히 공대(취리히 연방 공과 대학교의 전신)로 옮겼다. 취리히 공대에서는 중등학교의 물리학과 수학 교원 양성 과정을 밟았으며 여기서 동급생인 알베르트 아인슈타인을 만나게 된다. 그녀는 당시 여섯 명의 동급생들 중 유일한 여성이었다.
마리치는 1897년의 겨울 학기에 잠시 하이델베르크 대학교에서 물리학과 수학을 공부하기도 하였다. 그러나 다시 취리히 공대로 복귀한 이후 1900년에 학위 졸업 시험에 실패하였다. (총점 6으로 환산한 평균 평점에서 4.00을 맞고 불합격하였다. 물리학에서는 5.5를 받았으나 수학(함수 해석학)에서는 2.5로 부진하였다. 이 시험에서 알베르트 아인슈타인은 물리학에서 5.5를 받고 평균 4.91로 합격하였다.) 1901년에 아인슈타인의 아이를 임신하면서 그녀의 학업은 완전히 중단되었다. 그녀는 학위 졸업에 재도전하였으나 이전의 결과를 만회하지 못하고 다시 실패하였다. 그들의 첫 아이는 딸이었으며 리제를(Lieserl)로 이름을 지었으나 이 딸은 1903년 여름에 사망하거나 혹은 입양되었다.
1903년에 베른에서 아인슈타인과 결혼하였다. 당시에 아인슈타인은 스위스의 특허사무소에서 일하고 있었다. 1904년에는 첫 번째 아들 한스 알베르트 아인슈타인이 태어났다. 그들은 1909년까지 베를린에서 살았다. 1909년에는 아인슈타인이 취리히 대학교의 강사가 되었고 1910년에 부부는 두 번째 아들 에두아르트(Eduard)를 낳았다. 1911년에는 아인슈타인이 프라하의 찰스 대학교에서 가르치게 되면서 그리로 이사하였다. 한 해 뒤인 1912년에 아인슈타인이 모교인 취리히 연방 공과 대학교에 교수로 부임하게 되면서 그들은 다시 취리히로 돌아왔다.
1913년에 저명한 물리학자 막스 플랑크 등의 권유로 아인슈타인은 베를린으로 옮기게 되었다. 그러나 1914년에 밀레바 마리치는 아인슈타인과 별거하면서 베를린에서 두 아들을 데리고 나와 다시 취리히로 돌아왔다. 그리고 1919년에 그들은 완전히 이혼하였다. 아인슈타인은 같은 해에 두 번째 부인과 결혼한 후에 취리히를 방문해서는 밀레바 마리치와 두 아이의 미래에 대해 의논하였다.
1921년에 아인슈타인이 노벨 물리학상을 수상하였을 때에 그는 상금의 2/3을 채권에 투자했고 나머지 이자분을 밀레바 마리치에게 보육료로 지불하였다. 마리치는 이 돈으로 세 채의 주택을 샀는데 훈텐가(Huttenstrasse)의 집에서는 그녀와 아이들이 살고 나머지 두 집은 투자를 하였다.
1930년에 두 번째 아들 에두아르트가 조현병 진단을 받았다. 이에 그녀는 병원비에 보태기 위해 나머지 두 채의 집을 팔았다. 1939년에는 훈텐가의 주택을 계속 유지하기 위해 소유권을 아인슈타인에게 이양하였으나 그녀는 주택의 대리인 자격을 유지하였다. 아인슈타인은 계속해서 그녀와 에두아르트를 위해 생활비를 보냈다.
밀레바 마리치는 1948년 8월 4일에 취리히에서 72세의 나이로 사망하였다.
에두아르트는 그가 1965년에 사망할 때까지 정신병원에 입원되었다.

## 물리학에서의 역할

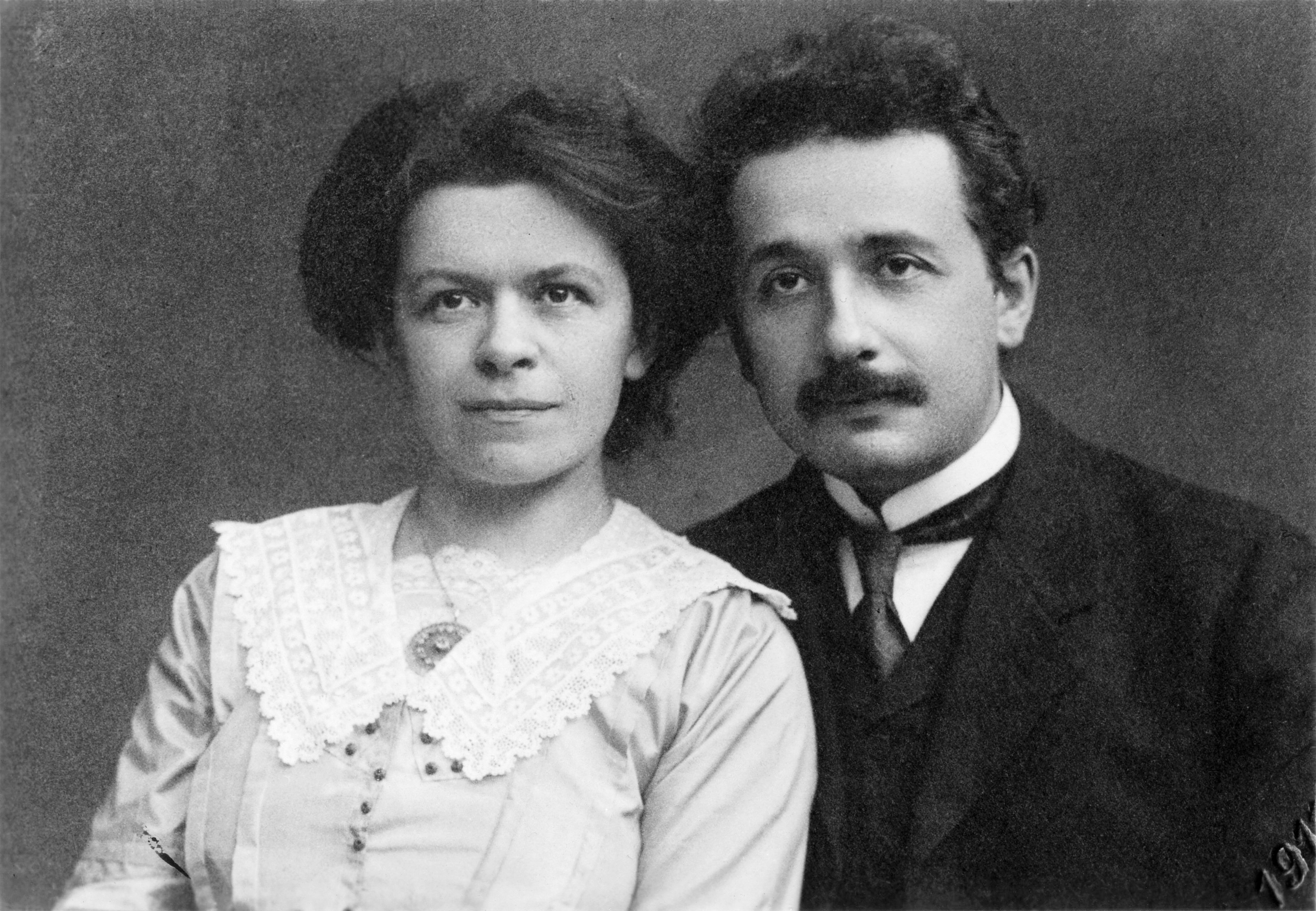
1912년의 알베르트 아인슈타인과 밀레바 마리치

아인슈타인의 첫 번째 부인이자 연방공과대학교 동급생인 밀레바 마리치가 그의 초기 연구, 특히 1905년에 씌여진 광양자설과 특수 상대성 이론 논문들에 관여하였다는 주장이 한 동안 논쟁거리가 된 적이 있었다. 하지만 밀레바 마리치가 아인슈타인에게 학문적으로 도움을 주었다고 볼 만한 특별한 증거는 없기에 학계 주류에서는 이런 주장을 과장된 해석이라고 본다.
아인슈타인이 초기 논문들에서는 저자 표기를 아인슈타인-마리치(Einstein-Marity)라고 했는데, 결혼 후에는 아내의 이름을 삭제했다는 이야기는 사실이 아니다. 아인슈타인이 저널에 발표한 논문의 서명이 아인슈타인-마리치였을 뿐, 저자를 아인슈타인-마리치로 표기하여 발표한 적은 없다. 두 이름을 이어 붙인 저자 서명은 결혼 전 밀레바가 아인슈타인과의 첫 아이 리제를(나중에 사생아 혹은 결혼 직전에 입양해버림)을 임신한 전후 시기에 힘들었을 때, 당시 스위스에서 관습적으로 서명하던 방식(뒤에 아내의 성을 붙여 적음)을 결혼 전에 미리 사용했던 것이다. 1955년 아인슈타인의 사망 직후, 러시아 과학자 요페는 학술지인 Uspekhi Fizicheskikh Nauk의 부고 기사에서 특수 상대성 이론 논문이 발표되었을 당시 저자는 무명이던 '아인슈타인-마리치'였다고 밝혔다. 러시아의 SF 작가 다닌이 요페의 이 발언을 '특수 상대성 이론은 아인슈타인과 마리치의 공동연구였다'라는 이야기로 와전시켰으며, 이 이야기는 이후 마리치가 원래는 특수 상대성 이론 논문의 공저자였는데 출판된 학술지에서는 이름이 삭제되었다라는 음모론으로까지 발전했다. 하지만 요페는 아인슈타인-마리치가 베른 특허청의 관료(당시 아인슈타인의 직업)라고 밝혔으며 논문이 공저였다는 표현도 사용한 적이 없다. 아인슈타인-마리치는 스위스의 서명 관습에 따라 남편의 성 뒤에 아내의 성이 덧붙여진 것이라고 부연설명을 하였을 뿐이다. 또, 아인슈타인이 논문을 발표한 독일의 학술지 《물리학 연보》(Annalen der Physik) 역시 여성 저자를 차별한다거나 하는 정책이 있지 않았다.
또, 마리치가 아인슈타인의 아이디어를 수학적으로 체계화해주는 작업으로 연구에 협력했다는 주장이 있으나, 역사가들과 물리학자들의 조사 결과 그녀가 아인슈타인의 과학적 연구에 기여하였다고 볼 만한 증거는 없다. 이 주장은 1901년 3월 27일 아인슈타인이 아내 마리치에게 쓴 편지의 특정 문장 "Wie glücklich und stolz werde ich sein, wenn wir beide zusammen unsere Arbeit über die Relativbewegung siegreich zu Ende geführt haben!"을 근거로 주장한다. 하지만 이 문장은 아내에게 하는 감정 표현의 맥락에서 해석하는 것이 옳다. 아인슈타인은 다른 어떤 편지에서도 아내와 과학적 연구를 같이 했다는 식으로 언급한 적이 없다.
아인슈타인은 마리치와 1914년 이혼한 이후에도 국제적인 명성을 얻으며 지속적으로 왕성한 과학적 활동을 하였으나 그녀는 취리히 연방 공과대학교의 졸업에 실패하였을 뿐만 아니라 독자적인 과학적 결과물을 출판했던 적이 없다. 그리고 마리치는 두 번의 도전 끝에, 특히 수학 성적의 부족으로 연방공과대학교 졸업에는 실패하였다. 또한 마리치 본인은 그녀의 친구나 혹은 아인슈타인 본인이 수없이 많은 연구 아이디어를 공유했던 그의 동료들에게 그녀 자신이 아인슈타인의 연구에 관여되었다는 언급을 단 한번도 한 적이 없다. 그녀의 가장 가까운 친구인 헬레네 사비치(Helene Savić)에게 보낸 어떤 편지에서도 아인슈타인의 과학적 연구에 관여하였다는 힌트는 보이지 않는다. 부부의 첫 번째 아들 한스 알베르트 아인슈타인은 그녀가 결혼과 동시에 과학에 대한 열의를 상실하였다고 증언하였다.

## 같이 보기
- 상대성 이론 우선권 논쟁